# Bodzentyn (stacja kolejowa)
Bodzentyn – dawna wąskotorowa stacja kolejowa w Podgórzu, w gminie Bodzentyn, w powiecie kieleckim, w województwie świętokrzyskim, w Polsce.